# فيديريكو كوستاس
فيديريكو كوستاس (بالإسبانية: Federico Costa)‏ (8 أكتوبر 1988 في الأرجنتين - ) هو لاعب كرة قدم أرجنتيني في مركز حراسة المرمى.

## وصلات خارجية
- فيديريكو كوستاس على موقع Soccerway.com (الإنجليزية)